# Karin Hallas-Murula
Karin Hallas-Murula (antes de 2000 Karin Hallas; nascida em 1957 em Kiviõli) é uma historiadora da arquitectura da Estónia.
Em 1992 ela terminou os seus estudos de doutoramento em Moscovo.
Entre 1991 e 2010 ela foi a chefe do Museu da Arquitectura da Estónia.
Ela pesquisou principalmente a arquitectura do final do século 19 e 20, em especial na Estónia.
É membro do conselho de administração do Europa Nostra.
Prémios:
- 2002 Ordem da Estrela Branca, V classe[3]